# ATP Challenger Tour 2021
Navigation
Saison 2020 Saison 2022
La saison 2021 de l'ATP Challenger Tour, circuit secondaire du tennis masculin professionnel organisé par l'ATP, comprend des tournois répartis en six catégories en fonction de leur dotation qui varie de 36 680 à 156 240 $ ou de 31 440 à 132 280 €.
Durant cette saison, le Néerlandais Tallon Griekspoor remporte 8 titres Challenger en simple, battant le record de titres en une saison. Pour réaliser cet exploit, il remporte notamment une série de 20 matchs consécutifs sur les tournois de Murcie, Naples (2 tournois) et Tenerife.

## Répartition des tournois

### Par catégorie
Les tournois sont répartis en six catégories en fonction de leur dotation et des points ATP qu'ils distribuent.
| Catégorie du tournoi | Nombre |
| -------------------- | ------ |
| ATP Challenger 125   | 11     |
| ATP Challenger 110   | 0      |
| ATP Challenger 100   | 10     |
| ATP Challenger 90    | 11     |
| ATP Challenger 80    | 105    |
| ATP Challenger 50    | 10     |

### Par pays hôte
Trente trois pays ont accueilli au moins un tournoi Challenger cette saison. En raison de la pandémie de Covid-19, plusieurs pays n'ont pas pu organiser de tournoi, notamment en Asie. Voici la liste et le nombre de tournois organisés par pays :
| - Italie : 25 - France : 14 - États-Unis : 13 - Espagne : 11 - Portugal : 9 - Allemagne : 6 - Kazakhstan : 6 - Tchéquie : 6 - Turquie : 6 | - Brésil : 5 - Croatie : 5 - Équateur : 5 - Chili : 4 - Pologne : 3 - Roumanie : 3 - Afrique du Sud : 2 - Autriche : 2 | - Finlande : 2 - Pérou : 2 - Royaume-Uni : 2 - Russie : 2 - Slovaquie : 2 - Suisse : 2 - Argentine : 1 - Bahreïn : 1 | - Bosnie-Herzégovine : 1 - Colombie : 1 - Mexique : 1 - Pays-Bas : 1 - Saint-Marin : 1 - Serbie : 1 - Ukraine : 1 - Uruguay : 1 |

## Palmarès

### Janvier
| Date       | Tournoi                                                                    | Vainqueurs                           | Finalistes                               | Score             |
| ---------- | -------------------------------------------------------------------------- | ------------------------------------ | ---------------------------------------- | ----------------- |
| 18 janvier | Istanbul Indoor Challenger Istanbul 132 280 € – Dur (int.) – Tableaux      | Arthur Rinderknech                   | Benjamin Bonzi                           | 4-6, 7-61, 7-63   |
| 18 janvier | Istanbul Indoor Challenger Istanbul 132 280 € – Dur (int.) – Tableaux      | André Göransson David Pel            | Lloyd Glasspool Harri Heliövaara         | 4-6, 6-3, [10-8]  |
| 25 janvier | Open Quimper Bretagne Occidentale Quimper 88 520 € – Dur (int.) – Tableaux | Sebastian Korda                      | Filip Horanský                           | 6-1, 6-1          |
| 25 janvier | Open Quimper Bretagne Occidentale Quimper 88 520 € – Dur (int.) – Tableaux | Grégoire Barrère Albano Olivetti     | James Cerretani Marc-Andrea Hüsler       | 5-7, 7-67, [10-8] |
| 25 janvier | Club Megasaray - MTA Open I Antalya 44 820 € – Terre battue – Tableaux     | Jaume Munar                          | Lorenzo Musetti                          | 67-7, 6-2, 6-2    |
| 25 janvier | Club Megasaray - MTA Open I Antalya 44 820 € – Terre battue – Tableaux     | Denys Molchanov Aleksandr Nedovyesov | Luis David Martínez David Vega Hernández | 3-6, 6-4, [18-16] |

### Février
| Date        | Tournoi                                                                           | Vainqueurs                               | Finalistes                            | Score            |
| ----------- | --------------------------------------------------------------------------------- | ---------------------------------------- | ------------------------------------- | ---------------- |
| 1er février | Open Quimper Bretagne Occidentale 2 Quimper 44 820 € – Dur (int.) – Tableaux      | Brandon Nakashima                        | Bernabé Zapata Miralles               | 6-3, 6-4         |
| 1er février | Open Quimper Bretagne Occidentale 2 Quimper 44 820 € – Dur (int.) – Tableaux      | Ruben Bemelmans Daniel Masur             | Brandon Nakashima Hunter Reese        | 6-2, 6-1         |
| 1er février | Club Megasaray - MTA Open II Antalya 44 820 € – Terre battue – Tableaux           | Carlos Taberner                          | Jaume Munar                           | 6-4, 6-1         |
| 1er février | Club Megasaray - MTA Open II Antalya 44 820 € – Terre battue – Tableaux           | Denys Molchanov Aleksandr Nedovyesov     | Robert Galloway Alex Lawson           | 6-4, 7-62        |
| 8 février   | Challenger Cherbourg-La Manche Cherbourg 88 520 € – Dur (int.) – Tableaux         | Ruben Bemelmans                          | Lukáš Rosol                           | 6-4, 6-4         |
| 8 février   | Challenger Cherbourg-La Manche Cherbourg 88 520 € – Dur (int.) – Tableaux         | Lukáš Klein Alex Molčan                  | Antoine Hoang Albano Olivetti         | 1-6, 7-5, [10-6] |
| 8 février   | Biella Challenger Indoor 1 Biella 44 820 € – Dur (int.) – Tableaux                | Illya Marchenko                          | Andy Murray                           | 6-2, 6-4         |
| 8 février   | Biella Challenger Indoor 1 Biella 44 820 € – Dur (int.) – Tableaux                | Luis David Martínez David Vega Hernández | Szymon Walków Jan Zieliński           | 6-4, 3-6, [10-8] |
| 8 février   | PotchOpen I Potchefstroom 52 080 $ – Dur – Tableaux                               | Benjamin Bonzi                           | Liam Broady                           | 7-5, 6-4         |
| 8 février   | PotchOpen I Potchefstroom 52 080 $ – Dur – Tableaux                               | Marc-Andrea Hüsler Zdeněk Kolář          | Peter Polansky Brayden Schnur         | 6-4, 2-6, [10-4] |
| 15 février  | Biella Challenger Indoor 2 Biella 132 280 € – Dur (int.) – Tableaux               | Kwon Soon-woo                            | Lorenzo Musetti                       | 6-2, 6-3         |
| 15 février  | Biella Challenger Indoor 2 Biella 132 280 € – Dur (int.) – Tableaux               | Hugo Nys Tim Pütz                        | Lloyd Glasspool Harri Heliövaara      | 7-64, 6-3        |
| 15 février  | PotchOpen II Potchefstroom 52 080 $ – Dur – Tableaux                              | Jenson Brooksby                          | Teymuraz Gabashvili                   | 2-6, 6-3, 6-0    |
| 15 février  | PotchOpen II Potchefstroom 52 080 $ – Dur – Tableaux                              | Raven Klaasen Ruan Roelofse              | Julien Cagnina Zdeněk Kolář           | 6-4, 6-4         |
| 15 février  | Dove Men+Care Challenger Concepcion Concepción 52 080 $ – Terre battue – Tableaux | Sebastián Báez                           | Francisco Cerúndolo                   | 6-3, 65-7, 7-65  |
| 15 février  | Dove Men+Care Challenger Concepcion Concepción 52 080 $ – Terre battue – Tableaux | Orlando Luz Rafael Matos                 | Sergio Galdós Diego Hidalgo           | 7-5, 6-4         |
| 22 février  | Forte Challenger 100 Noursoultan 104 160 $ – Dur (int.) – Tableaux                | Mackenzie McDonald                       | Jurij Rodionov                        | 6-1, 6-2         |
| 22 février  | Forte Challenger 100 Noursoultan 104 160 $ – Dur (int.) – Tableaux                | Denys Molchanov Aleksandr Nedovyesov     | Nathan Pasha Max Schnur               | 6-4, 6-4         |
| 22 février  | Gran Canaria Challenger 1 Las Palmas 44 820 € – Terre battue – Tableaux           | Enzo Couacaud                            | Steven Diez                           | 7-65, 7-63       |
| 22 février  | Gran Canaria Challenger 1 Las Palmas 44 820 € – Terre battue – Tableaux           | Lloyd Glasspool Harri Heliövaara         | Kimmer Coppejans Sergio Martos Gornés | 7-5, 6-1         |

### Mars
| Date     | Tournoi                                                                         | Vainqueurs                           | Finalistes                                  | Score              |
| -------- | ------------------------------------------------------------------------------- | ------------------------------------ | ------------------------------------------- | ------------------ |
| 1er mars | Forte Challenger 125 Noursoultan 156 240 $ – Dur (int.) – Tableaux              | Tomáš Macháč                         | Sebastian Ofner                             | 4-6, 6-4, 6-4      |
| 1er mars | Forte Challenger 125 Noursoultan 156 240 $ – Dur (int.) – Tableaux              | Nathaniel Lammons Jackson Withrow    | Nathan Pasha Max Schnur                     | 6-4, 6-2           |
| 1er mars | Gran Canaria Challenger 2 Las Palmas 44 820 € – Terre battue – Tableaux         | Carlos Gimeno Valero                 | Kimmer Coppejans                            | 6-4, 6-2           |
| 1er mars | Gran Canaria Challenger 2 Las Palmas 44 820 € – Terre battue – Tableaux         | Enzo Couacaud Manuel Guinard         | Javier Barranco Cosano Eduard Esteve Lobato | 6-1, 6-4           |
| 1er mars | Grand Palace Championship I Saint-Pétersbourg 36 680 $ – Dur (int.) – Tableaux  | Zizou Bergs                          | Altuğ Çelikbilek                            | 6-4, 3-6, 6-4      |
| 1er mars | Grand Palace Championship I Saint-Pétersbourg 36 680 $ – Dur (int.) – Tableaux  | Christopher Eubanks Roberto Quiroz   | Jesper de Jong Sem Verbeek                  | 6-4, 6-3           |
| 8 mars   | Grand Palace Championship II Saint-Pétersbourg 52 080 $ – Dur (int.) – Tableaux | Evgenii Tiurnev                      | Kacper Żuk                                  | 6-4, 6-2           |
| 8 mars   | Grand Palace Championship II Saint-Pétersbourg 52 080 $ – Dur (int.) – Tableaux | Jesper de Jong Sem Verbeek           | Konstantin Kravchuk Denis Yevseyev          | 6-1, 3-6, [10-5]   |
| 8 mars   | Biella Challenger Indoor 3 Biella 44 820 € – Dur (int.) – Tableaux              | Andreas Seppi                        | Liam Broady                                 | 6-2, 6-1           |
| 8 mars   | Biella Challenger Indoor 3 Biella 44 820 € – Dur (int.) – Tableaux              | Quentin Halys Tristan Lamasine       | Denys Molchanov Serhiy Stakhovsky           | 6-1, 2-0 ab.       |
| 15 mars  | Biella Challenger Indoor 4 Biella 44 820 € – Dur (int.) – Tableaux              | Daniel Masur                         | Matthias Bachinger                          | 6-3, 68-7, 7-5     |
| 15 mars  | Biella Challenger Indoor 4 Biella 44 820 € – Dur (int.) – Tableaux              | Lloyd Glasspool Matt Reid            | Denys Molchanov Serhiy Stakhovsky           | 6-3, 6-4           |
| 15 mars  | Cleveland Open Cleveland 52 080 $ – Dur (int.) – Tableaux                       | Bjorn Fratangelo                     | Jenson Brooksby                             | 7-5, 6-4           |
| 15 mars  | Cleveland Open Cleveland 52 080 $ – Dur (int.) – Tableaux                       | Robert Galloway Alex Lawson          | Evan King Hunter Reese                      | 7-5, 65-7, [11-9]  |
| 15 mars  | Challenger Santiago Chile Santiago 52 080 $ – Terre battue – Tableaux           | Sebastián Báez                       | Tomás Barrios Vera                          | 6-3, 7-64          |
| 15 mars  | Challenger Santiago Chile Santiago 52 080 $ – Terre battue – Tableaux           | Luis David Martínez Gonçalo Oliveira | Rafael Matos Felipe Meligeni Alves          | 7-5, 6-1           |
| 22 mars  | Play In Challenger Lille 66 640 € – Dur (int.) – Tableaux                       | Zizou Bergs                          | Grégoire Barrère                            | 4-6, 6-1, 7-65     |
| 22 mars  | Play In Challenger Lille 66 640 € – Dur (int.) – Tableaux                       | Benjamin Bonzi Antoine Hoang         | Dan Added Michael Geerts                    | 6-3, 6-1           |
| 22 mars  | Challenger Citta di Lugano Lugano 44 820 € – Dur (int.) – Tableaux              | Dominic Stricker                     | Vitaliy Sachko                              | 6-4, 6-2           |
| 22 mars  | Challenger Citta di Lugano Lugano 44 820 € – Dur (int.) – Tableaux              | Andre Begemann Andrea Vavassori      | Denys Molchanov Serhiy Stakhovsky           | 7-611, 4-6, [10-8] |
| 22 mars  | Zadar Open Zadar 44 820 € – Terre battue – Tableaux                             | Nikola Milojević                     | Dimitar Kuzmanov                            | 2-6, 6-2, 7-65     |
| 22 mars  | Zadar Open Zadar 44 820 € – Terre battue – Tableaux                             | Blaž Kavčič Blaž Rola                | Lukáš Klein Alex Molčan                     | 2-6, 6-2, [10-3]   |
| 29 mars  | AnyTech365 Marbella Open Marbella 44 820 € – Terre battue – Tableaux            | Gianluca Mager                       | Jaume Munar                                 | 2-6, 6-3, 6-2      |
| 29 mars  | AnyTech365 Marbella Open Marbella 44 820 € – Terre battue – Tableaux            | Dominic Inglot Matt Reid             | Romain Arneodo Hugo Nys                     | 1-6, 6-3, [10-6]   |
| 29 mars  | Oeiras Open 1 Oeiras 31 440 € – Terre battue – Tableaux                         | Zdeněk Kolář                         | Gastão Elias                                | 6-4, 7-5           |
| 29 mars  | Oeiras Open 1 Oeiras 31 440 € – Terre battue – Tableaux                         | Mats Moraing Oscar Otte              | Riccardo Bonadio Denis Yevseyev             | 6-1, 6-4           |

### Avril
| Date     | Tournoi                                                                      | Vainqueurs                                 | Finalistes                                    | Score             |
| -------- | ---------------------------------------------------------------------------- | ------------------------------------------ | --------------------------------------------- | ----------------- |
| 5 avril  | Split Open I Split 44 820 € – Terre battue – Tableaux                        | Blaž Rola                                  | Blaž Kavčič                                   | 2-6, 6-3, 6-2     |
| 5 avril  | Split Open I Split 44 820 € – Terre battue – Tableaux                        | Andrey Golubev Aleksandr Nedovyesov        | Szymon Walków Jan Zieliński                   | 7-5, 65-7, [10-5] |
| 5 avril  | Oeiras Open 2 Oeiras 31 440 € – Terre battue – Tableaux                      | Pedro Cachín                               | Nuno Borges                                   | 7-64, 7-63        |
| 5 avril  | Oeiras Open 2 Oeiras 31 440 € – Terre battue – Tableaux                      | Nuno Borges Francisco Cabral               | Pavel Kotov Tseng Chun-hsin                   | 6-1, 6-2          |
| 12 avril | Serbia Challenger Open Belgrade 132 280 € – Terre battue – Tableaux          | Roberto Carballés Baena                    | Damir Džumhur                                 | 6-4, 7-5          |
| 12 avril | Serbia Challenger Open Belgrade 132 280 € – Terre battue – Tableaux          | Guillermo Durán Andrés Molteni             | Tomislav Brkić Nikola Čačić                   | 6-4, 6-4          |
| 12 avril | Split Open II Split 44 820 $ – Terre battue – Tableaux                       | Kacper Żuk                                 | Mathias Bourgue                               | 6-4, 6-2          |
| 12 avril | Split Open II Split 44 820 $ – Terre battue – Tableaux                       | Szymon Walków Jan Zieliński                | Grégoire Barrère Albano Olivetti              | 6-2, 7-5          |
| 12 avril | Orlando Open by Nemours Orlando 52 080 $ – Dur – Tableaux                    | Jenson Brooksby                            | Denis Kudla                                   | 6-3, 6-3          |
| 12 avril | Orlando Open by Nemours Orlando 52 080 $ – Dur – Tableaux                    | Mitchell Krueger Jack Sock                 | Christian Harrison Dennis Novikov             | 4-6, 7-5, [13-11] |
| 19 avril | Roma Garden Open 1 Rome 44 820 $ – Terre battue – Tableaux                   | Andrea Pellegrino                          | Hugo Gaston                                   | 3-6, 6-2, 6-1     |
| 19 avril | Roma Garden Open 1 Rome 44 820 $ – Terre battue – Tableaux                   | Sadio Doumbia Fabien Reboul                | Paolo Lorenzi Juan Pablo Varillas             | 7-65, 7-5         |
| 19 avril | Tallahassee Tennis Challenger Tallahassee 52 080 $ – Terre battue – Tableaux | Jenson Brooksby                            | Bjorn Fratangelo                              | 6-3, 4-6, 6-3     |
| 19 avril | Tallahassee Tennis Challenger Tallahassee 52 080 $ – Terre battue – Tableaux | Orlando Luz Rafael Matos                   | Sekou Bangoura Donald Young                   | 7-62, 6-2         |
| 19 avril | Challenger de Salinas I Salinas 52 080 $ – Dur – Tableaux                    | Nicolás Jarry                              | Nicolás Mejía                                 | 7-67, 6-1         |
| 19 avril | Challenger de Salinas I Salinas 52 080 $ – Dur – Tableaux                    | Miguel Ángel Reyes-Varela Fernando Romboli | Diego Hidalgo Skander Mansouri                | 7-5, 4-6, [10-2]  |
| 26 avril | Roma Garden Open 2 Rome 44 820 $ – Terre battue – Tableaux                   | Juan Manuel Cerúndolo                      | Flavio Cobolli                                | 6-2, 3-6, 6-3     |
| 26 avril | Roma Garden Open 2 Rome 44 820 $ – Terre battue – Tableaux                   | Sadio Doumbia Fabien Reboul                | Guido Andreozzi Guillermo Durán               | 7-5, 6-3          |
| 26 avril | Ostragroup Open by Moneta Ostrava 44 820 € – Terre battue – Tableaux         | Benjamin Bonzi                             | Renzo Olivo                                   | 6-4, 6-4          |
| 26 avril | Ostragroup Open by Moneta Ostrava 44 820 € – Terre battue – Tableaux         | Marc Polmans Serhiy Stakhovsky             | Andrew Paulson Patrik Rikl                    | 7-64, 3-6, [10-7] |
| 26 avril | Challenger de Salinas II Salinas 36 680 $ – Dur – Tableaux                   | Emilio Gómez                               | Nicolás Jarry                                 | 4-6, 7-66, 6-4    |
| 26 avril | Challenger de Salinas II Salinas 36 680 $ – Dur – Tableaux                   | Nicolás Barrientos Sergio Galdós           | Antonio Cayetano March Thiago Agustín Tirante | Forfait           |

### Mai
| Date   | Tournoi                                                                          | Vainqueurs                          | Finalistes                               | Score             |
| ------ | -------------------------------------------------------------------------------- | ----------------------------------- | ---------------------------------------- | ----------------- |
| 3 mai  | I.ČLTK Prague Open by Moneta MoneyBank Prague 44 820 € – Terre battue – Tableaux | Tallon Griekspoor                   | Oscar Otte                               | 5-7, 6-4, 6-4     |
| 3 mai  | I.ČLTK Prague Open by Moneta MoneyBank Prague 44 820 € – Terre battue – Tableaux | Marc Polmans Serhiy Stakhovsky      | Ivan Sabanov Matej Sabanov               | 6-3, 6-4          |
| 3 mai  | Thindown Challenger Biella 5 Biella 44 820 € – Terre battue – Tableaux           | Juan Pablo Varillas                 | Guido Andreozzi                          | 6-3, 6-1          |
| 3 mai  | Thindown Challenger Biella 5 Biella 44 820 € – Terre battue – Tableaux           | André Göransson Nathaniel Lammons   | Rafael Matos Felipe Meligeni Alves       | 7-63, 6-3         |
| 10 mai | Heilbronner Neckarcup Heilbronn 88 520 € – Terre battue – Tableaux               | Bernabé Zapata Miralles             | Daniel Elahi Galán                       | 6-3, 6-4          |
| 10 mai | Heilbronner Neckarcup Heilbronn 88 520 € – Terre battue – Tableaux               | Nathaniel Lammons Jackson Withrow   | André Göransson Sem Verbeek              | 64-7, 6-4, [10-8] |
| 10 mai | Zagreb Open Zagreb 44 820 € – Terre battue – Tableaux                            | Sebastián Báez                      | Juan Pablo Varillas                      | 3-6, 6-3, 6-1     |
| 10 mai | Zagreb Open Zagreb 44 820 € – Terre battue – Tableaux                            | Evan King Hunter Reese              | Andrey Golubev Aleksandr Nedovyesov      | 6-2, 7-64         |
| 17 mai | Oeiras Open 3 Oeiras 132 280 € – Terre battue – Tableaux                         | Carlos Alcaraz                      | Facundo Bagnis                           | 6-4, 6-4          |
| 17 mai | Oeiras Open 3 Oeiras 132 280 € – Terre battue – Tableaux                         | Hunter Reese Sem Verbeek            | Sadio Doumbia Fabien Reboul              | 4-6, 6-4, [10-7]  |
| 17 mai | Biella Challenger 6 Biella 31 440 € – Terre battue – Tableaux                    | Thanasi Kokkinakis                  | Enzo Couacaud                            | 6-3, 6-4          |
| 17 mai | Biella Challenger 6 Biella 31 440 € – Terre battue – Tableaux                    | Evan King Julian Lenz               | Karol Drzewiecki Sergio Martos Gornés    | 3-6, 6-3, [11-9]  |
| 24 mai | Oeiras Open 4 Oeiras 31 440 € – Terre battue – Tableaux                          | Gastão Elias                        | Holger Rune                              | 5-7, 6-4, 6-4     |
| 24 mai | Oeiras Open 4 Oeiras 31 440 € – Terre battue – Tableaux                          | Jesper de Jong Tim van Rijthoven    | Julian Lenz Roberto Quiroz               | 6-1, 7-63         |
| 31 mai | Baptist Health Little Rock Open Little Rock 52 080 $ – Dur – Tableaux            | Jack Sock                           | Emilio Gómez                             | 7-5, 6-4          |
| 31 mai | Baptist Health Little Rock Open Little Rock 52 080 $ – Dur – Tableaux            | Nicolás Barrientos Ernesto Escobedo | Christopher Eubanks Roberto Quiroz       | 4-6, 6-3, [10-5]  |
| 31 mai | Biella Challenger 7 Biella 44 820 € – Terre battue – Tableaux                    | Holger Rune                         | Marco Trungelliti                        | 6-3, 5-7, 7-65    |
| 31 mai | Biella Challenger 7 Biella 44 820 € – Terre battue – Tableaux                    | Tomás Martín Etcheverry Renzo Olivo | Luis David Martínez David Vega Hernández | 3-6, 6-3, [10-8]  |

### Juin
| Date    | Tournoi                                                                          | Vainqueurs                            | Finalistes                                | Score              |
| ------- | -------------------------------------------------------------------------------- | ------------------------------------- | ----------------------------------------- | ------------------ |
| 7 juin  | Viking Open Nottingham Nottingham 132 280 € – Gazon – Tableaux                   | Frances Tiafoe                        | Denis Kudla                               | 6-1, 6-3           |
| 7 juin  | Viking Open Nottingham Nottingham 132 280 € – Gazon – Tableaux                   | Matt Reid Ken Skupski                 | Matthew Ebden John-Patrick Smith          | 4-6, 7-5, [10-6]   |
| 7 juin  | Open Sopra Steria de Lyon Lyon 88 520 € – Terre battue – Tableaux                | Pablo Cuevas                          | Mikael Ymer                               | 6-2, 6-2           |
| 7 juin  | Open Sopra Steria de Lyon Lyon 88 520 € – Terre battue – Tableaux                | Pablo Cuevas Martin Cuevas            | Tristan Lamasine Albano Olivetti          | 6-3, 7-62          |
| 7 juin  | Kooperativa Bratislava Open Bratislava 66 640 € – Terre battue – Tableaux        | Tallon Griekspoor                     | Sebastián Báez                            | 7-66, 6-3          |
| 7 juin  | Kooperativa Bratislava Open Bratislava 66 640 € – Terre battue – Tableaux        | Denys Molchanov Aleksandr Nedovyesov  | Sander Arends Luis David Martinez         | 7-65, 6-1          |
| 7 juin  | Beeline Almaty Challenger I Almaty 52 080 $ – Terre battue – Tableaux            | Zizou Bergs                           | Timofey Skatov                            | 4-6, 6-3, 6-2      |
| 7 juin  | Beeline Almaty Challenger I Almaty 52 080 $ – Terre battue – Tableaux            | Jesper de Jong Vitaliy Sachko         | Vladyslav Manafov Evgenii Tiurnev         | 7-64, 6-1          |
| 7 juin  | Orlando Open by Nemours II Orlando 52 080 $ – Dur – Tableaux                     | Christopher Eubanks                   | Nicolás Mejía                             | 2-6, 7-63, 6-4     |
| 7 juin  | Orlando Open by Nemours II Orlando 52 080 $ – Dur – Tableaux                     | Christian Harrison Peter Polansky     | Juan Cruz Aragone Nicolás Barrientos      | 6-2, 6-3           |
| 14 juin | Nottingham Trophy Nottingham 132 280 € – Gazon – Tableaux                        | Alex Bolt                             | Kamil Majchrzak                           | 4-6, 6-4, 6-3      |
| 14 juin | Nottingham Trophy Nottingham 132 280 € – Gazon – Tableaux                        | Marc Polmans Matt Reid                | Benjamin Bonzi Antoine Hoang              | 6-4, 4-6, [10-8]   |
| 14 juin | Open du Pays d'Aix CEPAC Aix-en-Provence 132 280 € – Terre battue – Tableaux     | Carlos Taberner                       | Manuel Guinard                            | 6-2, 6-2           |
| 14 juin | Open du Pays d'Aix CEPAC Aix-en-Provence 132 280 € – Terre battue – Tableaux     | Sadio Doumbia Fabien Reboul           | Robert Galloway Alex Lawson               | 64-7, 7-5, [10-4]  |
| 14 juin | Moneta Czech Open Prostějov 88 520 € – Terre battue – Tableaux                   | Federico Coria                        | Alex Molčan                               | 7-61, 6-3          |
| 14 juin | Moneta Czech Open Prostějov 88 520 € – Terre battue – Tableaux                   | Aleksandr Nedovyesov Gonçalo Oliveira | Roman Jebavý Zdeněk Kolář                 | 1-6, 7-65, [10-6]  |
| 14 juin | Beeline Almaty Challenger II Almaty 52 080 $ – Terre battue – Tableaux           | Jesper de Jong                        | Tomás Barrios Vera                        | 6-1, 6-2           |
| 14 juin | Beeline Almaty Challenger II Almaty 52 080 $ – Terre battue – Tableaux           | Vladyslav Manafov Vitaliy Sachko      | Corentin Denolly Adrián Menéndez-Maceiras | 6-1, 6-4           |
| 14 juin | Internazionali di Tennis Città di Forlì Forlì 44 820 € – Terre battue – Tableaux | Mats Moraing                          | Quentin Halys                             | 3-6, 6-1, 7-5      |
| 14 juin | Internazionali di Tennis Città di Forlì Forlì 44 820 € – Terre battue – Tableaux | Sergio Galdós Orlando Luz             | Pedro Cachín Camilo Ugo Carabelli         | 7-5, 2-6, [10-8]   |
| 21 juin | Aspria Tennis Cup - Trofeo BCS Milan 44 820 € – Terre battue – Tableaux          | Gian Marco Moroni                     | Federico Coria                            | 6-3, 6-2           |
| 21 juin | Aspria Tennis Cup - Trofeo BCS Milan 44 820 € – Terre battue – Tableaux          | Vít Kopřiva Jiří Lehečka              | Dustin Brown Tristan-Samuel Weissborn     | 6-4, 6-0           |
| 28 juin | Porto Open Porto 44 820 € – Dur – Tableaux                                       | Altuğ Çelikbilek                      | Quentin Halys                             | 6-2, 6-1           |
| 28 juin | Porto Open Porto 44 820 € – Dur – Tableaux                                       | Guido Andreozzi Guillermo Durán       | Renzo Olivo Miguel Ángel Reyes-Varela     | 65-7, 7-65, [11-9] |

### Juillet
| Date       | Tournoi                                                                                       | Vainqueurs                        | Finalistes                             | Score             |
| ---------- | --------------------------------------------------------------------------------------------- | --------------------------------- | -------------------------------------- | ----------------- |
| 5 juillet  | Salzburg Open Salzbourg-Anif 132 280 € – Terre battue – Tableaux                              | Facundo Bagnis                    | Federico Coria                         | 6-4, 3-6, 6-2     |
| 5 juillet  | Salzburg Open Salzbourg-Anif 132 280 € – Terre battue – Tableaux                              | Facundo Bagnis Sergio Galdós      | Robert Galloway Alex Lawson            | 6-0, 6-3          |
| 5 juillet  | Sparkassen Open Brunswick 66 640 € – Terre battue – Tableaux                                  | Daniel Altmaier                   | Henri Laaksonen                        | 6-1, 6-2          |
| 5 juillet  | Sparkassen Open Brunswick 66 640 € – Terre battue – Tableaux                                  | Szymon Walków Jan Zieliński       | Ivan Sabanov Matej Sabanov             | 6-4, 4-6, [10-4]  |
| 5 juillet  | Internazionali di Tennis Citta di Perugia Pérouse 44 820 € – Terre battue – Tableaux          | Tomás Martín Etcheverry           | Vitaliy Sachko                         | 7-5, 6-2          |
| 5 juillet  | Internazionali di Tennis Citta di Perugia Pérouse 44 820 € – Terre battue – Tableaux          | Vitaliy Sachko Dominic Stricker   | Tomás Martín Etcheverry Renzo Olivo    | 6-3, 5-7, [10-8]  |
| 12 juillet | Concord Iasi Open Iași 88 520 € – Terre battue – Tableaux                                     | Zdeněk Kolář                      | Hugo Gaston                            | 7-5, 4-6, 6-4     |
| 12 juillet | Concord Iasi Open Iași 88 520 € – Terre battue – Tableaux                                     | Orlando Luz Felipe Meligeni Alves | Hernán Casanova Roberto Ortega-Olmedo  | 6-3, 6-4          |
| 12 juillet | President's Cup - Kerey Challenger Noursoultan 52 080 $ – Dur – Tableaux                      | Max Purcell                       | Jay Clarke                             | 3-6, 6-4, 7-66    |
| 12 juillet | President's Cup - Kerey Challenger Noursoultan 52 080 $ – Dur – Tableaux                      | Hsu Yu-hsiou Benjamin Lock        | Peter Polansky Serhiy Stakhovsky       | 2-6, 6-1, [10-7]  |
| 12 juillet | Van Mossel-Kia Dutch Open Amersfoort 46 600 € – Terre battue – Tableaux                       | Tallon Griekspoor                 | Botic van de Zandschulp                | 6-1, 3-6, 6-1     |
| 12 juillet | Van Mossel-Kia Dutch Open Amersfoort 46 600 € – Terre battue – Tableaux                       | Luca Castelnuovo Manuel Guinard   | Sergio Galdós Gonçalo Oliveira         | 0-6, 6-4, [11-9]  |
| 12 juillet | Sidernestor Tennis Cup - Internazionali Citta di Todi Todi 44 820 € – Terre battue – Tableaux | Mario Vilella Martínez            | Federico Gaio                          | 7-63, 1-6, 6-3    |
| 12 juillet | Sidernestor Tennis Cup - Internazionali Citta di Todi Todi 44 820 € – Terre battue – Tableaux | Francesco Forti Giulio Zeppieri   | Facundo Díaz Acosta Alexander Merino   | 6-3, 6-2          |
| 19 juillet | President's Cup - Zhanibek Challenger Noursoultan 52 080 $ – Dur – Tableaux                   | Andrey Kuznetsov                  | Jason Kubler                           | 6-3, 2-1 ab.      |
| 19 juillet | President's Cup - Zhanibek Challenger Noursoultan 52 080 $ – Dur – Tableaux                   | Hsu Yu-hsiou Benjamin Lock        | Oleksii Krutykh Grigoriy Lomakin       | 6-3, 6-4          |
| 19 juillet | Open de Tenis Ciudad de Pozoblanco Pozoblanco 44 820 € – Dur – Tableaux                       | Altuğ Çelikbilek                  | Cem İlkel                              | 6-1, 62-7, 6-3    |
| 19 juillet | Open de Tenis Ciudad de Pozoblanco Pozoblanco 44 820 € – Dur – Tableaux                       | Igor Sijsling Tim van Rijthoven   | Diego Hidalgo Sergio Martos Gornes     | 5-7, 7-64, 10-5   |
| 19 juillet | Tampere Open Tampere 44 820 € – Terre battue – Tableaux                                       | Jiří Lehečka                      | Nicolás Kicker                         | 5-7, 6-4, 6-3     |
| 19 juillet | Tampere Open Tampere 44 820 € – Terre battue – Tableaux                                       | Pedro Cachín Facundo Mena         | Orlando Luz Felipe Meligeni Alves      | 7-5, 6-3          |
| 19 juillet | Atlantic Tire Championships Cary 52 080 $ – Dur – Tableaux                                    | Mitchell Krueger                  | Ramkumar Ramanathan                    | 7-64, 6-2         |
| 19 juillet | Atlantic Tire Championships Cary 52 080 $ – Dur – Tableaux                                    | Christian Harrison Dennis Novikov | Petros Chrysochos Michail Pervolarakis | 6-3, 6-3          |
| 26 juillet | Poznań Open Poznań 66 640 € – Terre battue – Tableaux                                         | Bernabé Zapata Miralles           | Jiří Lehečka                           | 6-3, 6-2          |
| 26 juillet | Poznań Open Poznań 66 640 € – Terre battue – Tableaux                                         | Zdeněk Kolář Jiří Lehečka         | Karol Drzewiecki Aleksandar Vukic      | 6-4, 3-6, [10-5]  |
| 26 juillet | Open Castilla y León Ségovie 66 640 € – Dur – Tableaux                                        | Benjamin Bonzi                    | Tim van Rijthoven                      | 7-610, 3-6, 6-4   |
| 26 juillet | Open Castilla y León Ségovie 66 640 € – Dur – Tableaux                                        | Robert Galloway Alex Lawson       | Juan Cruz Aragone Nicolás Barrientos   | 7-68, 6-4         |
| 26 juillet | Citta di Trieste Challenger Trieste 44 820 € – Terre battue – Tableaux                        | Tomás Martín Etcheverry           | Thiago Augustin Tirante                | 6-1, 6-1          |
| 26 juillet | Citta di Trieste Challenger Trieste 44 820 € – Terre battue – Tableaux                        | Orlando Luz Felipe Meligeni Alves | Antoine Hoang Albano Olivetti          | 7-5, 66-7, [10-5] |
| 26 juillet | Kentucky Bank Tennis Championships Lexington 52 080 $ – Dur – Tableaux                        | Jason Kubler                      | Alejandro Tabilo                       | 7-5, 62-7, 7-5    |
| 26 juillet | Kentucky Bank Tennis Championships Lexington 52 080 $ – Dur – Tableaux                        | Liam Draxl Stefan Kozlov          | Alex Rybakov Reese Stalder             | 6-2, 65-7, [10-7] |

### Août
| Date    | Tournoi | Vainqueurs                                  | Finalistes                           | Score             |
| ------- | --- | ------------------------------------------- | ------------------------------------ | ----------------- |
| 2 août  | Acqua Dolomia-Serena Wines Tennis Cup - Internazionali del FVG Cordenons 44 820 € – Terre battue – Tableaux | Francisco Cerúndolo                         | Tomás Martín Etcheverry              | 6-1, 6-2          |
| 2 août  | Acqua Dolomia-Serena Wines Tennis Cup - Internazionali del FVG Cordenons 44 820 € – Terre battue – Tableaux | Orlando Luz Rafael Matos                    | Sergio Galdós Renzo Olivo            | 6-4, 7-65         |
| 2 août  | Svijany Open Liberec 44 820 € – Terre battue – Tableaux                                                     | Alex Molčan                                 | Tomáš Macháč                         | 6-0, 6-1          |
| 2 août  | Svijany Open Liberec 44 820 € – Terre battue – Tableaux                                                     | Roman Jebavý Igor Zelenay                   | Geoffrey Blancaneaux Maxime Janvier  | 6-2, 66-7, [10-5] |
| 9 août  | Internazionali di Tennis San Marino Open Saint-Marin 66 640 € – Terre battue – Tableaux                     | Holger Rune                                 | Orlando Luz                          | 1-6, 6-2, 6-3     |
| 9 août  | Internazionali di Tennis San Marino Open Saint-Marin 66 640 € – Terre battue – Tableaux                     | Zdeněk Kolář Luis David Martínez            | Rafael Matos João Menezes            | 1-6, 6-3, [10-3]  |
| 9 août  | Rhein Asset Open Meerbusch 44 820 € – Terre battue – Tableaux                                               | Tomás Barrios Vera                          | Juan Manuel Cerúndolo                | 7-67, 6-3         |
| 9 août  | Rhein Asset Open Meerbusch 44 820 € – Terre battue – Tableaux                                               | Szymon Walków Jan Zieliński                 | Dustin Brown Robin Haase             | 6-3, 6-1          |
| 9 août  | TK Sparta Prague Open Prague 31 440 € – Terre battue – Tableaux                                             | Dalibor Svrčina                             | Dmitry Popko                         | 6-0, 7-5          |
| 9 août  | TK Sparta Prague Open Prague 31 440 € – Terre battue – Tableaux                                             | Jonáš Forejtek Michael Vrbenský             | Evgeny Karlovskiy Evgenii Tiurnev    | 6-1, 6-4          |
| 16 août | Platzmann Sauerland Open Lüdenscheid 44 820 € – Terre battue – Tableaux                                     | Daniel Altmaier                             | Nicolás Jarry                        | 7-61, 4-6, 6-3    |
| 16 août | Platzmann Sauerland Open Lüdenscheid 44 820 € – Terre battue – Tableaux                                     | Ivan Sabanov Matej Sabanov                  | Denys Molchanov Aleksandr Nedovyesov | 6-4, 2-6, [12-10] |
| 16 août | Internazionali di Tennis di Verona Vérone 44 820 € – Terre battue – Tableaux                                | Holger Rune                                 | Nino Serdarušić                      | 6-4, 6-2          |
| 16 août | Internazionali di Tennis di Verona Vérone 44 820 € – Terre battue – Tableaux                                | Sadio Doumbia Fabien Reboul                 | Luca Margaroli Gonçalo Oliveira      | 7-5, 4-6, [10-6]  |
| 23 août | BNP Paribas Polish Cup Varsovie 44 820 € – Terre battue – Tableaux                                          | Camilo Ugo Carabelli                        | Nino Serdarušić                      | 6-4, 6-2          |
| 23 août | BNP Paribas Polish Cup Varsovie 44 820 € – Terre battue – Tableaux                                          | Hans Hach Verdugo Miguel Ángel Reyes-Varela | Vladyslav Manafov Piotr Matuszewski  | 6-4, 6-4          |
| 23 août | Open Citta della Disfida Barletta 44 820 € – Terre battue – Tableaux                                        | Giulio Zeppieri                             | Flavio Cobolli                       | 6-1, 3-6, 6-3     |
| 23 août | Open Citta della Disfida Barletta 44 820 € – Terre battue – Tableaux                                        | Marco Bortolotti Cristian Rodríguez         | Gijs Brouwer Jelle Sels              | 6-2, 6-4          |
| 23 août | IBG Prague Open by Moneta Prague 31 440 € – Terre battue – Tableaux                                         | Franco Agamenone                            | Ryan Peniston                        | 6-3, 6-1          |
| 23 août | IBG Prague Open by Moneta Prague 31 440 € – Terre battue – Tableaux                                         | Victor Vlad Cornea Petros Tsitsipas         | Martin Krumich Andrew Paulson        | 6-3, 3-6, [10-8]  |
| 30 août | Rafa Nadal Open by Sotheby’s Manacor 44 820 € – Dur – Tableaux                                              | Lukáš Lacko                                 | Yasutaka Uchiyama                    | 5-7, 7-68, 6-1    |
| 30 août | Rafa Nadal Open by Sotheby’s Manacor 44 820 € – Dur – Tableaux                                              | Karol Drzewiecki Sergio Martos Gornés       | Fernando Romboli Jan Zieliński       | 6-4, 4-6, [10-3]  |
| 30 août | Citta di Como Challenger Côme 44 820 € – Terre battue – Tableaux                                            | Juan Manuel Cerúndolo                       | Gian Marco Moroni                    | 7-5, 7-67         |
| 30 août | Citta di Como Challenger Côme 44 820 € – Terre battue – Tableaux                                            | Rafael Matos Felipe Meligeni Alves          | Luis David Martínez Andrea Vavassori | 62-7, 6-4, [10-6] |
| 30 août | Saint-Tropez Open Saint-Tropez 44 820 € – Dur – Tableaux                                                    | Benjamin Bonzi                              | Christopher O'Connell                | 610-7, 6-1, ab.   |
| 30 août | Saint-Tropez Open Saint-Tropez 44 820 € – Dur – Tableaux                                                    | Antonio Šančić Artem Sitak                  | Romain Arneodo Manuel Guinard        | 7-65, 6-4         |

### Septembre
| Date         | Tournoi                                                                            | Vainqueurs                             | Finalistes                                      | Score             |
| ------------ | ---------------------------------------------------------------------------------- | -------------------------------------- | ----------------------------------------------- | ----------------- |
| 6 septembre  | NÖ Open powered by EVN Tulln an der Donau 88 520 € – Terre battue – Tableaux       | Mats Moraing                           | Hugo Gaston                                     | 6-2, 6-1          |
| 6 septembre  | NÖ Open powered by EVN Tulln an der Donau 88 520 € – Terre battue – Tableaux       | Dustin Brown Andrea Vavassori          | Rafael Matos Felipe Meligeni Alves              | 7-65, 6-1         |
| 6 septembre  | Copa Sevilla Séville 66 640 € – Terre battue – Tableaux                            | Pedro Martínez                         | Roberto Carballés Baena                         | 6-4, 6-1          |
| 6 septembre  | Copa Sevilla Séville 66 640 € – Terre battue – Tableaux                            | David Vega Hernández Mark Vervoort     | Javier Barranco Cosano Sergio Martos Gornés     | 6-3, 67-7, [10-7] |
| 6 septembre  | Cassis Open Provence Cassis 44 820 € – Dur – Tableaux                              | Benjamin Bonzi                         | Lucas Pouille                                   | 7-64, 6-4         |
| 6 septembre  | Cassis Open Provence Cassis 44 820 € – Dur – Tableaux                              | Sriram Balaji Ramkumar Ramanathan      | Hans Hach Verdugo Miguel Ángel Reyes-Varela     | 6-4, 3-6, [10-6]  |
| 6 septembre  | Srpska Open Banja Luka 44 820 € – Terre battue – Tableaux                          | Juan Manuel Cerúndolo                  | Nikola Milojević                                | 6-3, 6-1          |
| 6 septembre  | Srpska Open Banja Luka 44 820 € – Terre battue – Tableaux                          | Antonio Šančić Nino Serdarušić         | Ivan Sabanov Matej Sabanov                      | 6-3, 6-3          |
| 6 septembre  | Kyiv Open Kiev 52 080 $ – Terre battue – Tableaux                                  | Franco Agamenone                       | Sebastián Báez                                  | 7-5, 6-2          |
| 6 septembre  | Kyiv Open Kiev 52 080 $ – Terre battue – Tableaux                                  | Orlando Luz Aleksandr Nedovyesov       | Denys Molchanov Serhiy Stakhovsky               | 6-4, 6-4          |
| 13 septembre | Pekao Szczecin Open Szczecin 132 280 € – Terre battue – Tableaux                   | Zdeněk Kolář                           | Kamil Majchrzak                                 | 7-64, 7-5         |
| 13 septembre | Pekao Szczecin Open Szczecin 132 280 € – Terre battue – Tableaux                   | Santiago González Andrés Molteni       | André Göransson Nathaniel Lammons               | 2-6, 6-2, [15-13] |
| 13 septembre | Open Blot de Rennes Rennes 66 640 € – Dur (int.) – Tableaux                        | Benjamin Bonzi                         | Mats Moraing                                    | 7-63, 7-63        |
| 13 septembre | Open Blot de Rennes Rennes 66 640 € – Dur (int.) – Tableaux                        | Bart Stevens Tim van Rijthoven         | Marek Gengel Tomáš Macháč                       | 62-7, 7-5, [10-3] |
| 13 septembre | Istanbul Challenger Ted Open Istanbul 52 080 $ – Dur – Tableaux                    | James Duckworth                        | Wu Tung-lin                                     | 6-4, 6-2          |
| 13 septembre | Istanbul Challenger Ted Open Istanbul 52 080 $ – Dur – Tableaux                    | Radu Albot Alexander Cozbinov          | Antonio Šančić Artem Sitak                      | 4-6, 7-5, [11-9]  |
| 13 septembre | Atlantic Tire Championships II Cary 52 080 $ – Dur – Tableaux                      | Mitchell Krueger                       | Bjorn Fratangelo                                | 6-4, 6-3          |
| 13 septembre | Atlantic Tire Championships II Cary 52 080 $ – Dur – Tableaux                      | William Blumberg Max Schnur            | Stefan Kozlov Peter Polansky                    | 6-4, 1-6, [10-4]  |
| 13 septembre | Dove Men+Care Quito Challenger Quito 52 080 $ – Terre battue – Tableaux            | Facundo Mena                           | Gonzalo Lama                                    | 6-4, 6-4          |
| 13 septembre | Dove Men+Care Quito Challenger Quito 52 080 $ – Terre battue – Tableaux            | Alejandro Gómez Thiago Agustín Tirante | Adrián Menéndez Maceiras Mario Vilella Martínez | 7-5, 65-7, [10-8] |
| 20 septembre | Flowbank Challenger Biel/Bienne Bienne 44 820 € – Dur (int.) – Tableaux            | Liam Broady                            | Marc-Andrea Hüsler                              | 7-5, 6-3          |
| 20 septembre | Flowbank Challenger Biel/Bienne Bienne 44 820 € – Dur (int.) – Tableaux            | Ruben Bemelmans Daniel Masur           | Marc-Andrea Hüsler Dominic Stricker             | Forfait           |
| 20 septembre | Braga Open Braga 44 820 $ – Terre battue – Tableaux                                | Thiago Monteiro                        | Nikola Milojević                                | 7-5, 7-5          |
| 20 septembre | Braga Open Braga 44 820 $ – Terre battue – Tableaux                                | Nuno Borges Francisco Cabral           | Jesper de Jong Bart Stevens                     | 6-3, 64-7, [10-5] |
| 20 septembre | Trofeul Tiriac-Nastase Bucarest 44 820 $ – Terre battue – Tableaux                 | Jiří Lehečka                           | Filip Horanský                                  | 6-3, 6-2          |
| 20 septembre | Trofeul Tiriac-Nastase Bucarest 44 820 $ – Terre battue – Tableaux                 | Ruben Gonzales Hunter Johnson          | Maximilian Marterer Lukáš Rosol                 | 1-6, 6-2, [10-3]  |
| 20 septembre | Ambato La Gran Ciudad Ambato 52 080 $ – Terre battue – Tableaux                    | Thiago Agustín Tirante                 | Juan Pablo Varillas                             | 7-5, 7-5          |
| 20 septembre | Ambato La Gran Ciudad Ambato 52 080 $ – Terre battue – Tableaux                    | Diego Hidalgo Cristian Rodrígez        | Alejandro Gómez Thiago Agustín Tirante          | 6-3, 4-6, [10-3]  |
| 20 septembre | Tennis Ohio Championships Columbus 52 080 $ – Dur (int.) – Tableaux                | Stefan Kozlov                          | Max Purcell                                     | 4-6, 6-2, 6-4     |
| 20 septembre | Tennis Ohio Championships Columbus 52 080 $ – Dur (int.) – Tableaux                | Stefan Kozlov Peter Polansky           | Andrew Lutschaunig James Trotter                | 7-5, 7-65         |
| 27 septembre | Open d'Orléans Orléans 132 280 € – Dur (int.) – Tableaux                           | Henri Laaksonen                        | Dennis Novak                                    | 6-1, 2-6, 6-2     |
| 27 septembre | Open d'Orléans Orléans 132 280 € – Dur (int.) – Tableaux                           | Pierre-Hugues Herbert Albano Olivetti  | Antoine Hoang Kyrian Jacquet                    | 6-2, 2-6, [11-9]  |
| 27 septembre | Del Monte Lisboa Belém Open Lisbonne 44 820 $ – Terre battue – Tableaux            | Dmitry Popko                           | Andrea Pellegrino                               | 6-2, 6-4          |
| 27 septembre | Del Monte Lisboa Belém Open Lisbonne 44 820 $ – Terre battue – Tableaux            | Jeevan Nedunchezhiyan Purav Raja       | Nuno Borges Francisco Cabral                    | 7-65, 6-3         |
| 27 septembre | Challenger Costa Cálida Región de Murcia Murcie 44 820 $ – Terre battue – Tableaux | Tallon Griekspoor                      | Roberto Carballés Baena                         | 3-6, 7-5, 6-3     |
| 27 septembre | Challenger Costa Cálida Región de Murcia Murcie 44 820 $ – Terre battue – Tableaux | Raúl Brancaccio Flavio Cobolli         | Alberto Barroso Campos Roberto Carballés Baena  | 6-3, 7-64         |
| 27 septembre | Sibiu Open Sibiu 44 820 $ – Terre battue – Tableaux                                | Stefano Travaglia                      | Thanasi Kokkinakis                              | 7-64, 6-2         |
| 27 septembre | Sibiu Open Sibiu 44 820 $ – Terre battue – Tableaux                                | Alexander Erler Lucas Miedler          | James Cerretani Luca Margaroli                  | 6-3, 6-1          |
| 27 septembre | Dove Men+Care Lima Challenger Lima 52 080 $ – Terre battue – Tableaux              | Hugo Dellien                           | Camilo Ugo Carabelli                            | 6-3, 7-5          |
| 27 septembre | Dove Men+Care Lima Challenger Lima 52 080 $ – Terre battue – Tableaux              | Julian Lenz Gerald Melzer              | Nicolás Barrientos Fernando Romboli             | 7-64, 7-63        |

### Octobre
| Date       | Tournoi                                                                                    | Vainqueurs                             | Finalistes                                  | Score              |
| ---------- | ------------------------------------------------------------------------------------------ | -------------------------------------- | ------------------------------------------- | ------------------ |
| 4 octobre  | Open de Vendée Mouilleron-le-Captif 66 640 € – Dur (int.) – Tableaux                       | Jiří Veselý                            | Norbert Gombos                              | 6-4, 6-4           |
| 4 octobre  | Open de Vendée Mouilleron-le-Captif 66 640 € – Dur (int.) – Tableaux                       | Jonathan Eysseric Quentin Halys        | David Pel Aisam-Ul-Haq Qureshi              | 4-6, 7-65, [10-8]  |
| 4 octobre  | Emilio Sánchez Academy Open Barcelone 44 820 € – Terre battue – Tableaux                   | Dimitar Kuzmanov                       | Hugo Gaston                                 | 6-3, 6-0           |
| 4 octobre  | Emilio Sánchez Academy Open Barcelone 44 820 € – Terre battue – Tableaux                   | Harri Heliövaara Roman Jebavý          | Nuno Borges Francisco Cabral                | 6-4, 6-3           |
| 4 octobre  | Napoli Tennis Cup Naples 44 820 € – Terre battue – Tableaux                                | Tallon Griekspoor                      | Andrea Pellegrino                           | 6-3, 6-2           |
| 4 octobre  | Napoli Tennis Cup Naples 44 820 € – Terre battue – Tableaux                                | Dustin Brown Andrea Vavassori          | Mirza Bašić Nino Serdarušić                 | 7-5, 7-65          |
| 4 octobre  | Dove Men+Care Legion Sudamericana Santiago II Santiago 52 080 $ – Terre battue – Tableaux  | Juan Pablo Varillas                    | Sebastián Báez                              | 6-4, 7-5           |
| 4 octobre  | Dove Men+Care Legion Sudamericana Santiago II Santiago 52 080 $ – Terre battue – Tableaux  | Diego Hidalgo Nicolás Jarry            | Evan King Max Schnur                        | 6-3, 5-7, [10-6]   |
| 11 octobre | Alicante Ferrero Challenger Alicante 44 820 € – Dur – Tableaux                             | Constant Lestienne                     | Hugo Grenier                                | 6-4, 6-3           |
| 11 octobre | Alicante Ferrero Challenger Alicante 44 820 € – Dur – Tableaux                             | Denys Molchanov David Vega Hernández   | Romain Arneodo Matt Reid                    | 6-4, 6-2           |
| 11 octobre | Vesuvio Cup Naples 44 820 € – Terre battue – Tableaux                                      | Tallon Griekspoor                      | Alexander Ritschard                         | 6-3, 6-2           |
| 11 octobre | Vesuvio Cup Naples 44 820 € – Terre battue – Tableaux                                      | Marco Bortolotti Sergio Martos Gornés  | Dustin Brown Andrea Vavassori               | 6-4, 3-6, [10-7]   |
| 11 octobre | Dove Men+Care Legion Sudamericana Santiago III Santiago 52 080 $ – Terre battue – Tableaux | Sebastián Báez                         | Felipe Meligeni Alves                       | 3-6, 7-66, 6-1     |
| 11 octobre | Dove Men+Care Legion Sudamericana Santiago III Santiago 52 080 $ – Terre battue – Tableaux | Evan King Max Schnur                   | Hans Hach Verdugo Miguel Ángel Reyes-Varela | 3-6, 7-63, [16-14] |
| 18 octobre | DirectTV Open Bogota Bogota 52 080 $ – Terre battue – Tableaux                             | Gerald Melzer                          | Facundo Mena                                | 6-2, 3-6, 7-65     |
| 18 octobre | DirectTV Open Bogota Bogota 52 080 $ – Terre battue – Tableaux                             | Nicolás Jarry Roberto Quiroz           | Nicolás Barrientos Alejandro Gómez          | 64-7, 7-5, [10-4]  |
| 18 octobre | Dove Men+Care Challenger Buenos Aires Buenos Aires 52 080 $ – Terre battue – Tableaux      | Sebastián Báez                         | Thiago Monteiro                             | 6-4, 6-0           |
| 18 octobre | Dove Men+Care Challenger Buenos Aires Buenos Aires 52 080 $ – Terre battue – Tableaux      | Luciano Darderi Juan Bautista Torres   | Hernán Casanova Santiago Rodríguez Taverna  | 7-65, 7-610        |
| 18 octobre | Lošinj Open Lošinj 44 820 € – Terre battue – Tableaux                                      | Carlos Taberner                        | Marco Cecchinato                            | Forfait            |
| 18 octobre | Lošinj Open Lošinj 44 820 € – Terre battue – Tableaux                                      | Andrej Martin Tristan-Samuel Weissborn | Victor Vlad Cornea Ergi Kırkın              | 6-1, 7-65          |
| 25 octobre | Open Brest Crédit Agricole Brest 66 640 € – Dur (int.) – Tableaux                          | Brandon Nakashima                      | João Sousa                                  | 6-3, 6-3           |
| 25 octobre | Open Brest Crédit Agricole Brest 66 640 € – Dur (int.) – Tableaux                          | Sadio Doumbia Fabien Reboul            | Salvatore Caruso Federico Gaio              | 4-6, 6-3, [10-3]   |
| 25 octobre | Wolffkran Open Ismaning 44 820 € – Moquette (int.) – Tableaux                              | Oscar Otte                             | Lukáš Lacko                                 | 6-4, 6-4           |
| 25 octobre | Wolffkran Open Ismaning 44 820 € – Moquette (int.) – Tableaux                              | Andre Begemann Igor Zelenay            | Marek Gengel Tomáš Macháč                   | 6-2, 6-4           |
| 25 octobre | Las Vegas Tennis Open Las Vegas 52 080 $ – Dur – Tableaux                                  | Jeffrey John Wolf                      | Stefan Kozlov                               | 6-4, 6-4           |
| 25 octobre | Las Vegas Tennis Open Las Vegas 52 080 $ – Dur – Tableaux                                  | William Blumberg Max Schnur            | Jason Jung Evan King                        | 7-5, 65-7, [10-5]  |
| 25 octobre | Lima Challenger II Lima 52 080 $ – Terre battue – Tableaux                                 | Nicolás Jarry                          | Juan Manuel Cerúndolo                       | 6-2, 7-5           |
| 25 octobre | Lima Challenger II Lima 52 080 $ – Terre battue – Tableaux                                 | Sergio Galdós Gonçalo Oliveira         | Tomás Barrios Vera Alejandro Tabilo         | 6-2, 2-6, [10-5]   |

### Novembre
| Date         | Tournoi                                                                                   | Vainqueurs                              | Finalistes                                        | Score               |
| ------------ | ----------------------------------------------------------------------------------------- | --------------------------------------- | ------------------------------------------------- | ------------------- |
| 1er novembre | Challenger Eckental Eckental 44 820 € – Moquette (int.) – Tableaux                        | Daniel Masur                            | Maxime Cressy                                     | 6-4, 6-4            |
| 1er novembre | Challenger Eckental Eckental 44 820 € – Moquette (int.) – Tableaux                        | Roman Jebavý Jonny O'Mara               | Ruben Bemelmans Daniel Masur                      | 6-4, 7-5            |
| 1er novembre | Tenerife Challenger Tenerife 44 820 € – Dur – Tableaux                                    | Tallon Griekspoor                       | Feliciano López                                   | 6-4, 6-4            |
| 1er novembre | Tenerife Challenger Tenerife 44 820 € – Dur – Tableaux                                    | Nuno Borges Francisco Cabral            | Jeevan Nedunchezhiyan Purav Raja                  | 6-3, 6-4            |
| 1er novembre | Trofeo FAIP-Perrel Bergame 44 820 € – Dur (int.) – Tableaux                               | Holger Rune                             | Cem İlkel                                         | 7-5, 7-66           |
| 1er novembre | Trofeo FAIP-Perrel Bergame 44 820 € – Dur (int.) – Tableaux                               | Zdeněk Kolář Jiří Lehečka               | Lloyd Glasspool Harri Heliövaara                  | 6-4, 6-4            |
| 1er novembre | Charlottesville Men's Pro Challenger Charlottesville 52 080 $ – Dur (int.) – Tableaux     | Stefan Kozlov                           | Aleksandar Vukic                                  | 6-2, 6-3            |
| 1er novembre | Charlottesville Men's Pro Challenger Charlottesville 52 080 $ – Dur (int.) – Tableaux     | William Blumberg Max Schnur             | Treat Huey Frederik Nielsen                       | 3-6, 6-1, [14-12]   |
| 1er novembre | Challenger Ciudad de Guayaquil Guayaquil 52 080 $ – Terre battue – Tableaux               | Alejandro Tabilo                        | Jesper de Jong                                    | 6-1, 7-5            |
| 1er novembre | Challenger Ciudad de Guayaquil Guayaquil 52 080 $ – Terre battue – Tableaux               | Jesper de Jong Bart Stevens             | Diego Hidalgo Cristian Rodríguez                  | 7-5, 6-2            |
| 8 novembre   | Open International de tennis de Roanne Roanne 88 520 € – Dur (int.) – Tableaux            | Hugo Grenier                            | Hiroki Moriya                                     | 6-2, 6-3            |
| 8 novembre   | Open International de tennis de Roanne Roanne 88 520 € – Dur (int.) – Tableaux            | Lloyd Glasspool Harri Heliövaara        | Romain Arneodo Albano Olivetti                    | 7-65, 65-7, [12-10] |
| 8 novembre   | Peugeot Slovak Open Bratislava 66 640 € – Dur (int.) – Tableaux                           | Tallon Griekspoor                       | Zsombor Piros                                     | 6-3, 6-2            |
| 8 novembre   | Peugeot Slovak Open Bratislava 66 640 € – Dur (int.) – Tableaux                           | Filip Horanský Serhiy Stakhovsky        | Denys Molchanov Aleksandr Nedovyesov              | 6-4, 6-4            |
| 8 novembre   | Sparkasse Challenger Val Gardena/Südtirol Ortisei 44 820 € – Dur (int.) – Tableaux        | Oscar Otte                              | Maxime Cressy                                     | 7-65, 6-4           |
| 8 novembre   | Sparkasse Challenger Val Gardena/Südtirol Ortisei 44 820 € – Dur (int.) – Tableaux        | Antonio Šančić Tristan-Samuel Weissborn | Alexander Erler Lucas Miedler                     | 7-68, 4-6, [10-8]   |
| 8 novembre   | Knoxville Challenger Knoxville 52 080 $ – Dur (int.) – Tableaux                           | Christopher Eubanks                     | Daniel Altmaier                                   | 6-3, 6-4            |
| 8 novembre   | Knoxville Challenger Knoxville 52 080 $ – Dur (int.) – Tableaux                           | Malek Jaziri Blaž Rola                  | Hans Hach Verdugo Miguel Ángel Reyes-Varela       | 3-6, 6-3, [10-5]    |
| 8 novembre   | Uruguay Open Montevideo 52 080 $ – Terre battue – Tableaux                                | Hugo Dellien                            | Juan Ignacio Londero                              | 6-0, 6-1            |
| 8 novembre   | Uruguay Open Montevideo 52 080 $ – Terre battue – Tableaux                                | Rafael Matos Felipe Meligeni Alves      | Ignacio Carou Luciano Darderi                     | 6-4, 6-4            |
| 15 novembre  | Teréga Open Pau-Pyrénées Pau 88 520 € – Dur (int.) – Tableaux                             | Radu Albot                              | Jiří Lehečka                                      | 6-2, 7-65           |
| 15 novembre  | Teréga Open Pau-Pyrénées Pau 88 520 € – Dur (int.) – Tableaux                             | Romain Arneodo Tristan-Samuel Weissborn | Aisam-Ul-Haq Qureshi David Vega Hernández         | 6-4, 6-2            |
| 15 novembre  | HPP Open Helsinki 44 820 € – Dur (int.) – Tableaux                                        | Alex Molčan                             | João Sousa                                        | 6-3, 6-2            |
| 15 novembre  | HPP Open Helsinki 44 820 € – Dur (int.) – Tableaux                                        | Alexander Erler Lucas Miedler           | Harri Heliövaara Jean-Julien Rojer                | 6-3, 7-62           |
| 15 novembre  | Challenger of Champaign-Urbana Champaign 52 080 $ – Dur (int.) – Tableaux                 | Stefan Kozlov                           | Aleksandar Vukic                                  | 5-7, 6-3, 6-4       |
| 15 novembre  | Challenger of Champaign-Urbana Champaign 52 080 $ – Dur (int.) – Tableaux                 | Nathaniel Lammons Jackson Withrow       | Treat Huey Max Schnur                             | 6-4, 3-6, [10-6]    |
| 15 novembre  | Campeonato Internacional de Tenis de Campinas Campinas 52 080 $ – Terre battue – Tableaux | Sebastián Báez                          | Thiago Monteiro                                   | 6-1, 6-4            |
| 15 novembre  | Campeonato Internacional de Tenis de Campinas Campinas 52 080 $ – Terre battue – Tableaux | Rafael Matos Felipe Meligeni Alves      | Gilbert Klier Júnior Matheus Pucinelli de Almeida | 6-3, 6-1            |
| 22 novembre  | Open Città di Bari Bari 44 820 € – Dur (int.) – Tableaux                                  | Oscar Otte                              | Daniel Masur                                      | 7-5, 7-5            |
| 22 novembre  | Open Città di Bari Bari 44 820 € – Dur (int.) – Tableaux                                  | Lloyd Glasspool Harri Heliövaara        | Andrea Vavassori David Vega Hernández             | 6-3, 6-0            |
| 22 novembre  | Aberto da República Brasilia 52 080 $ – Terre battue – Tableaux                           | Federico Coria                          | Jaume Munar                                       | 7-5, 6-3            |
| 22 novembre  | Aberto da República Brasilia 52 080 $ – Terre battue – Tableaux                           | Mateus Alves Gustavo Heide              | Luciano Darderi Genaro Alberto Olivieri           | 6-3, 6-3            |
| 22 novembre  | Puerto Vallarta Open Puerto Vallarta 52 080 $ – Dur – Tableaux                            | Daniel Altmaier                         | Alejandro Tabilo                                  | 6-3, 3-6, 6-3       |
| 22 novembre  | Puerto Vallarta Open Puerto Vallarta 52 080 $ – Dur – Tableaux                            | Gijs Brouwer Reese Stalder              | Hans Hach Verdugo Miguel Ángel Reyes-Varela       | 6-4, 6-4            |
| 22 novembre  | Bahrain Ministry of Interior Tennis Challenger Manama 52 080 $ – Dur – Tableaux           | Ramkumar Ramanathan                     | Evgeny Karlovskiy                                 | 6-1, 6-4            |
| 22 novembre  | Bahrain Ministry of Interior Tennis Challenger Manama 52 080 $ – Dur – Tableaux           | Nuno Borges Francisco Cabral            | Maximilian Neuchrist Michail Pervolarakis         | 7-5, 65-7, [10-8]   |
| 29 novembre  | Dove Men+Care Challenger São Paulo São Paulo 52 080 $ – Terre battue – Tableaux           | Juan Pablo Ficovich                     | Luciano Darderi                                   | 6-3, 7-5            |
| 29 novembre  | Dove Men+Care Challenger São Paulo São Paulo 52 080 $ – Terre battue – Tableaux           | Nicolás Barrientos Alejandro Gómez      | Rafael Matos Felipe Meligeni Alves                | Forfait             |
| 29 novembre  | Internazionali di Tennis Città di Forlì II Forlì 44 820 € – Dur (int.) – Tableaux         | Maxime Cressy                           | Matthias Bachinger                                | 6-4, 6-2            |
| 29 novembre  | Internazionali di Tennis Città di Forlì II Forlì 44 820 € – Dur (int.) – Tableaux         | Antonio Šančić Tristan-Samuel Weissborn | Lukáš Rosol Vitaliy Sachko                        | 7-64, 4-6, [10-7]   |
| 29 novembre  | Club Megasaray - MTA Open III Antalya 31 440 € – Terre battue – Tableaux                  | Nuno Borges                             | Ryan Peniston                                     | 6-4, 6-3            |
| 29 novembre  | Club Megasaray - MTA Open III Antalya 31 440 € – Terre battue – Tableaux                  | Riccardo Bonadio Giovanni Fonio         | Hsu Yu-hsiou Tseng Chun-hsin                      | 3-6, 6-2, [12-10]   |

### Décembre
| Date        | Tournoi                                                                                 | Vainqueurs                         | Finalistes                            | Score          |
| ----------- | --------------------------------------------------------------------------------------- | ---------------------------------- | ------------------------------------- | -------------- |
| 6 décembre  | Internazionali di Tennis Città di Forlì III Forlì 44 820 € – Dur (int.) – Tableaux      | Pavel Kotov                        | Andrea Arnaboldi                      | 6-4, 6-3       |
| 6 décembre  | Internazionali di Tennis Città di Forlì III Forlì 44 820 € – Dur (int.) – Tableaux      | Alexander Erler Lucas Miedler      | Marco Bortolotti Sergio Martos Gornés | 6-4, 6-2       |
| 6 décembre  | Maia Open 1 Maia 44 820 € – Terre battue (int.) – Tableaux                              | Geoffrey Blancaneaux               | Tseng Chun-hsin                       | 3-6, 6-3, 6-2  |
| 6 décembre  | Maia Open 1 Maia 44 820 € – Terre battue (int.) – Tableaux                              | Nuno Borges Francisco Cabral       | Andrej Martin Gonçalo Oliveira        | 6-3, 6-4       |
| 6 décembre  | Dove Men+Care Challenger Florianopolis Florianópolis 52 080 $ – Terre battue – Tableaux | Igor Marcondes                     | Hugo Dellien                          | 6-2, 6-4       |
| 6 décembre  | Dove Men+Care Challenger Florianopolis Florianópolis 52 080 $ – Terre battue – Tableaux | Nicolás Barrientos Alejandro Gómez | Martín Cuevas Rafael Matos            | 6-3, 6-3       |
| 6 décembre  | Club Megasaray - MTA Open IV Antalya 31 440 € – Terre battue – Tableaux                 | Evgenii Tiurnev                    | Oleg Prihodko                         | 3-6, 6-4, 6-4  |
| 6 décembre  | Club Megasaray - MTA Open IV Antalya 31 440 € – Terre battue – Tableaux                 | Hsu Yu-hsiou Oleksii Krutykh       | Sanjar Fayziev Markos Kalovelonis     | 6-1, 7-65      |
| 13 décembre | Maia Open 2 Maia 44 820 € – Terre battue (int.) – Tableaux                              | Tseng Chun-hsin                    | Nuno Borges                           | 5-7, 7-5, 6-2  |
| 13 décembre | Maia Open 2 Maia 44 820 € – Terre battue (int.) – Tableaux                              | Nuno Borges Francisco Cabral       | Piotr Matuszewski David Pichler       | 6-4, 7-5       |
| 13 décembre | Rio Tennis Classic Rio de Janeiro 52 080 $ – Dur — Tableaux                             | Kaichi Uchida                      | Nicolás Álvarez Varona                | 3-6, 6-3, 7-63 |
| 13 décembre | Rio Tennis Classic Rio de Janeiro 52 080 $ – Dur — Tableaux                             | Orlando Luz Rafael Matos           | James Cerretani Fernando Romboli      | 6-3, 7-62      |

## Statistiques

### En simple
Joueurs les plus titrés :
| Joueur                | Nombre | Titres                                                                                   |
| --------------------- | ------ | ---------------------------------------------------------------------------------------- |
| Tallon Griekspoor     | 8      | Prague I, Bratislava I, Amersfoort, Murcie, Naples I, Naples II, Tenerife, Bratislava II |
| Sebastián Báez        | 6      | Concepción, Santiago I, Zagreb, Santiago III, Buenos Aires, Campinas                     |
| Benjamin Bonzi        | 6      | Potchefstroom I, Ostrava, Ségovie, Saint-Tropez, Cassis, Rennes                          |
| Holger Rune           | 4      | Biella VII, Saint-Marin, Vérone, Bergame                                                 |
| Zdeněk Kolář          | 3      | Oeiras I, Iași, Szczecin                                                                 |
| Stefan Kozlov         | 3      | Columbus, Charlottesville, Champaign                                                     |
| Oscar Otte            | 3      | Ismaning, Ortisei, Bari                                                                  |
| Daniel Altmaier       | 3      | Brunswick, Lüdenscheid, Puerto Vallarta                                                  |
| Zizou Bergs           | 3      | Saint-Pétersbourg I, Lille, Almaty I                                                     |
| Jenson Brooksby       | 3      | Potchefstroom II, Orlando I, Tallahassee                                                 |
| Juan Manuel Cerúndolo | 3      | Rome II, Côme, Banja Luka                                                                |
| Carlos Taberner       | 3      | Antalya II, Aix-en-Provence, Lošinj                                                      |

Titres par nation :

Entre parenthèses, le nombre de joueurs différents ayant remporté un titre.
| Nombre | Pays |
| ------ | --- |
| 20     | Argentine (11) |
| 19     | États-Unis (12) |
| 11     | France (6), Espagne (8) |
| 10     | Allemagne (4) |
| 9      | Pays-Bas (2) |
| 8      | Italie (7), Tchéquie (5) |
| 5      | Australie (5) |
| 4      | Belgique (2), Chili (3), Danemark (1), Russie (3) |
| 3      | Slovaquie (2) |
| 2      | Bolivie (1), Brésil (2), Pérou (1), Portugal (2), Suisse (2), Turquie (1)                                                                               |
| 1      | Autriche, Bulgarie, Corée du Sud, Équateur, Inde, Japon, Kazakhstan, Moldavie, Pologne, Royaume-Uni, Serbie, Slovénie, Taipei chinois, Ukraine, Uruguay |

### En double
Joueurs les plus titrés :
| Joueur                   | Nombre | Titres                                                                           |
| ------------------------ | ------ | -------------------------------------------------------------------------------- |
| Orlando Luz              | 8      | Concepción, Tallahassee, Forli I, Iași, Trieste, Cordenons, Kiev, Rio de Janeiro |
| Rafael Matos             | 7      | Concepción, Tallahassee, Cordenons, Côme, Montevideo, Campinas, Rio de Janeiro   |
| Aleksandr Nedovyesov     | 7      | Antalya I, Antalya II, Noursultan I, Split I, Bratislava I, Prostějov, Kiev      |
| Nuno Borges              | 6      | Oeiras II, Braga, Tenerife, Manama, Maia I, Maia II                              |
| Francisco Cabral         | 6      | Oeiras II, Braga, Tenerife, Manama, Maia I, Maia II                              |
| Sadio Doumbia            | 5      | Rome I, Rome II, Aix-en-Provence, Vérone, Brest                                  |
| Felipe Meligeni Alves    | 5      | Iași, Trieste, Côme, Montevideo, Campinas                                        |
| Denys Molchanov          | 5      | Antalya I, Antalya II, Noursultan I, Bratislava I, Alicante                      |
| Fabien Reboul            | 5      | Rome I, Rome II, Aix-en-Provence, Vérone, Brest                                  |
| Nicolás Barrientos       | 4      | Salinas II, Little Rock, São Paulo, Florianópolis                                |
| Sergio Galdós            | 4      | Salinas II, Forli I, Salzbourg, Lima II                                          |
| Lloyd Glasspool          | 4      | Las Palmas I, Biella IV, Roanne, Bari                                            |
| Harri Heliövaara         | 4      | Las Palmas I, Barcelone, Roanne, Bari                                            |
| Jesper de Jong           | 4      | Saint-Pétersbourg II, Oeiras IV, Almaty I, Guayaquil                             |
| Zdeněk Kolář             | 4      | Potchefstroom I, Poznań, Saint-Marin, Bergame                                    |
| Nathaniel Lammons        | 4      | Noursoultan II, Biella V, Heilbronn, Champaign                                   |
| Matt Reid                | 4      | Biella IV, Marbella, Nottingham I, Nottingham II                                 |
| Antonio Šančić           | 4      | Saint-Tropez, Banja Luka, Ortisei, Forli II                                      |
| Max Schnur               | 4      | Cary II, Santiago III, Las Vegas, Charlottesville                                |
| Tristan-Samuel Weissborn | 4      | Lošinj, Ortisei, Pau, Forli II                                                   |

Titres par nation :

Entre parenthèses, le nombre de joueurs différents ayant remporté un titre.

Note : Un titre remporté par une paire du même pays ne compte que pour un titre (mais pour 2 joueurs).
| Nombre | Pays |
| ------ | --- |
| 22     | États-Unis (17) |
| 13     | Brésil (6) |
| 12     | France (12), Ukraine (5)                                                                                                   |
| 10     | Allemagne (7), Pays-Bas (8)                                                                                                |
| 9      | Italie (9), Portugal (3), Tchéquie (6)                                                                                     |
| 8      | Argentine (10), Autriche (4)                                                                                               |
| 7      | Colombie (3), Kazakhstan (2), Royaume-Uni (4)                                                                              |
| 6      | Australie (2) |
| 5      | Croatie (4), Espagne (2), Slovaquie (5)                                                                                    |
| 4      | Équateur (2), Finlande (1), Pérou (1), Pologne (3)                                                                         |
| 3      | Canada (2), Mexique (3), Suisse (3), Taipei chinois (1), Venezuela (1)                                                     |
| 2      | Belgique (1), Chili (1), Inde (4), Monaco (2), Slovénie (2), Suède (1), Zimbabwe (1)                                       |
| 1      | Afrique du Sud (2), Grèce (1), Moldavie (2), Nouvelle-Zélande (1), Philippines (1), Roumanie (1), Tunisie (1), Uruguay (2) |